# مایکل بیتام
مایکل بیتام (انگلیسی: Michael Beetham; ۱۷ مهٔ ۱۹۲۳ – ۲۴ اکتبر ۲۰۱۵) فرد نظامی اهل بریتانیا بود. وی همچنین برندهٔ جوایزی همچون صلیب نیروی هوایی و مدال صلیب پرواز ممتاز (بریتانیا) شده‌است.